# Менгличево
 Менгличево  — деревня в Камско-Устьинском районе Татарстана. Входит в состав Большесалтыковского сельского поселения.

## География
Находится в западной части Татарстана на расстоянии приблизительно 14 км на северо-запад по прямой от районного центра поселка Камское Устье.

## История
Основано в XVII веке. В 1886 году здесь была построена мечеть.

## Население
Постоянных жителей насчитывалось в 1782 году 60 душ мужского пола, в 1859—248, в 1897—350, в 1908—398, в 1920—383, в 1926—239, в 1958 — 85, в 1970 — 48, в 1979 — 33, в 1989 — 10. Постоянное население отсутствовало как в 2002 году, так и в 2010.